# 宮内正喜
宮内 正喜（みやうち まさき、1944年（昭和19年）1月28日 - ）は、日本の実業家。上野の森美術館館長、株式会社フジ・メディア・ホールディングス顧問。

## 人物
1944年1月28日 山口県生まれ。広島県立広島国泰寺高等学校では、ダイソー創業者の矢野博丈と同級生。慶應義塾大学法学部卒業後、1967年4月にフジテレビ（現：フジ・メディア・ホールディングス）へ入社。フジテレビの同期入社に杉田成道、石田弘、竹内次也、松本寛、北林由孝がいる。
フジテレビでは主に編成と事業部門を中心に歩み、1999年にフジテレビ編成制作局長、2000年に執行役員、常務取締役、専務取締役を務め、専務時代は沖縄テレビ放送非常勤監査役を兼務した。
2007年に須賀勝彌の後任としてFNN系列の岡山放送へ出向して代表取締役社長に就き、2014年に開局45周年事業でイオンモール岡山に『OHKまちなかスタジオミルン』を開業させるなど地域密着戦略を執った。
2015年6月にBSフジ社長へ就任し、『BSフジLIVE プライムニュース』を核にシニア層向けの番組編成や、日本映画放送と共同制作でオリジナル時代劇を扱った。
2017年6月28日にフジ・メディア・ホールディングスおよびフジテレビジョン両社の代表取締役社長に就任した。在任期間中の2018年春改編では20年以上続いたバラエティ番組『めちゃ×2イケてるッ!』（1996年10月19日放送開始）が2018年3月31日に、同期の石田が担当していた『とんねるずのみなさんのおかげでした』（1997年6月26日放送開始）が3月22日に、30年以上続いた昼のニュース番組『FNNスピーク』（1987年10月1日放送開始）が3月30日で終了している。
2019年6月の株主総会でフジ・メディア・ホールディングスおよびフジテレビジョン両社の代表取締役会長に就任。
2020年、旭日重光章受章。
2024年6月の株主総会をもってフジ・メディア・ホールディングスおよびフジテレビジョン両社の代表取締役会長を任期満了で退任した。

## 製作に関与した映画作品
- こちら葛飾区亀有公園前派出所 THE MOVIE（1999年・高松信司監督）
- ホワイトアウト（2000年・若松節朗監督）
- 世にも奇妙な物語 映画の特別編（2000年）
- みんなのいえ（2001年・三谷幸喜監督）
- 大河の一滴（2001年・神山征二郎監督）
- 冷静と情熱のあいだ（2001年・中江功監督）